# Little Cumbrae
Little Cumbrae (en gaélico escocés, Cumaradh Beag) es una isla localizada en el Firth of Clyde, en North Ayrshire, Escocia. La isla se conoce localmente como Wee Cumbrae.

## Geografía
Wee Cumbrae se encuentra ubicada a aproximadamente un kilómetro al sur de su vecina mayor, Great Cumbrae. A ambas islas se refiere colectivamente como las Cumbraes. La isla ocupa una superficie de 3,13 km² y alcanza su punto más alto a los 123 m s. n. m., en la colina del faro.
En contraste con su vecina Great Cumbrae, verde y fértil, Wee Cumbrae es una isla rocosa. Con sus numerosos acantilados, Wee Cumbrae se parece más a la típica isla hébrida que a la mayoría de sus vecinos en el Clyde.

## Historia
Se dice que Roberto II construyó un castillo en la isla que fue demolido por los soldados de Cromwell en 1653.

## Faro
El faro de Cumbrae fue construido en 1793 por Thomas Smith. El faro se encuentra en una playa al oeste de la isla, orientado hacia el Firth.

## Propiedad
Little Cumbrae fue vendida a un particular en 2003. Hubo planes para su desarrollo como un parque de reserva natural, pero la isla fue finalmente vendida por 2,5 millones de £.
- Datos: Q3057918
- Multimedia: Little Cumbrae Island / Q3057918